# Saint-Thiébaud
Saint-Thiébaud ist eine Gemeinde im französischen Département Jura in der Region Bourgogne-Franche-Comté.

## Geographie
Saint-Thiébaud liegt auf 550 m, nördlich von Salins-les-Bains und etwa 31 km ostsüdöstlich der Stadt Dole (Luftlinie). Das Bauerndorf erstreckt sich im westlichen Jura, an aussichtsreicher Lage auf einer Geländeterrasse am Westhang des Mont Poupet, hoch über dem Tal der Furieuse.
Die Fläche des 7,94 km² großen Gemeindegebiets umfasst einen Abschnitt des französischen Juras. Der Hauptteil des Gebietes wird vom Mont Poupet eingenommen, auf dem mit 850 m die höchste Erhebung von Saint-Thiébaud erreicht wird. Mit Ausnahme der Gipfelfläche ist der Mont Poupet dicht bewaldet und weist an seinen Hängen an verschiedenen Orten Felsvorsprünge auf. Die östliche Abgrenzung verläuft im Tal des der Lison von Süden zulaufenden Todeur. Der westliche Gemeindeteil umfasst die Geländeterrasse von Saint-Thiébaud und die nördlich anschließende Höhe des Bois de Méhaut. Auch ein Teil des östlichen Talhangs der Furieuse gehört zur Gemeinde, doch reicht das Areal nicht bis an den Fluss hinunter. 
Nachbargemeinden von Saint-Thiébaud sind Ivrey im Norden, Salins-les-Bains im Osten und Süden sowie La Chapelle-sur-Furieuse im Westen.

## Geschichte
Verschiedene Funde weisen darauf hin, dass das Gemeindegebiet von Saint-Thiébaud bereits in vorgeschichtlicher Zeit und während der gallorömischen Zeit besiedelt war. Auf dem Mont Poupet befand sich im 13. Jahrhundert eine mittelalterliche Burg, die den Herren von Montmahoux gehörte. Burg und die im Lauf der Zeit daneben entstandene Siedlung Poupet wurden 1479 von Truppen des Königs Ludwig XI. zerstört. Die Ortschaft Saint-Thiébaud wird erst im 15. Jahrhundert urkundlich erwähnt. Zusammen mit der Franche-Comté gelangte das Dorf mit dem Frieden von Nimwegen 1678 an Frankreich. Im Jahr 1740 wurde es zu einem Marquisat erhoben.

## Sehenswürdigkeiten
Die Dorfkirche von Saint-Thiébaud stammt aus dem 16. Jahrhundert. Auf dem Mont Poupet, von dem sich eine schöne Aussicht auf die Umgebung bietet, sind die Ruinen der mittelalterlichen Burg sichtbar.

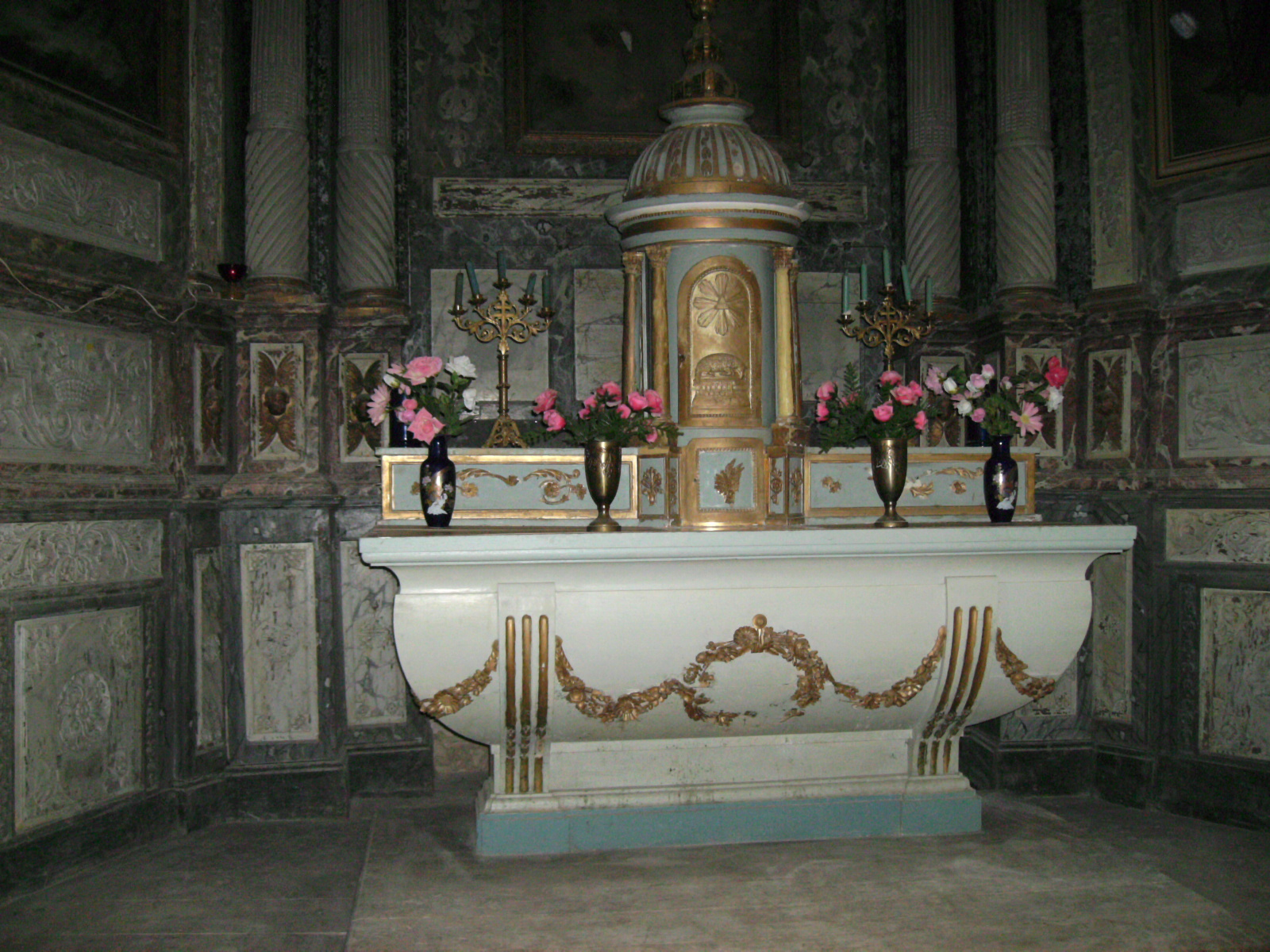
Altar der Kirche Saiont-Thiébaud
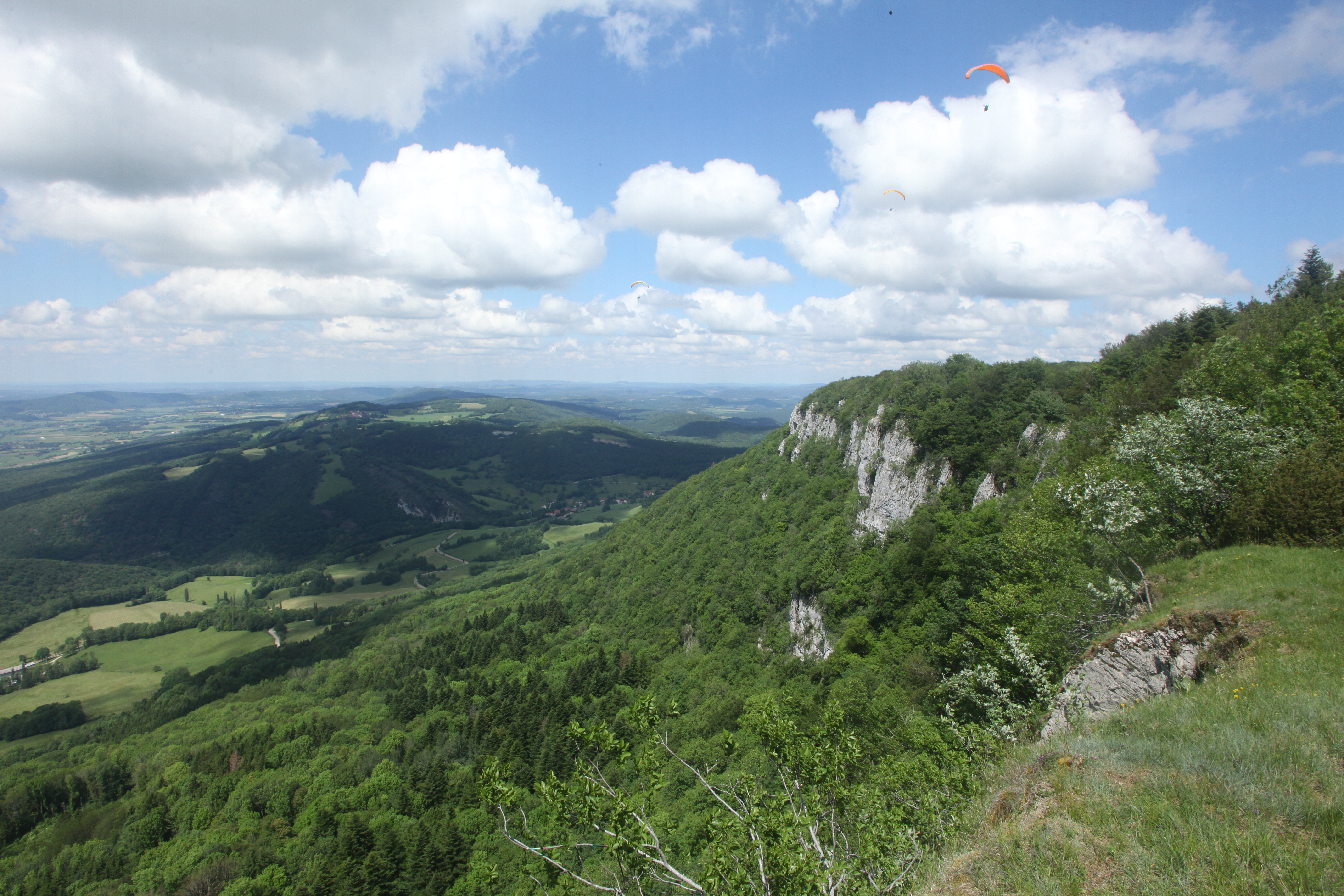
Mont Poupet

## Bevölkerung
| Jahr                       | 1962 | 1968 | 1975 | 1982 | 1990 | 1999 | 2005 | 2018 |
| -------------------------- | ---- | ---- | ---- | ---- | ---- | ---- | ---- | ---- |
| Einwohner                  | 90   | 61   | 58   | 67   | 70   | 60   | 63   | 62   |
| Quellen: Cassini und INSEE |      |      |      |      |      |      |      |      |

Mit 73 Einwohnern (Stand 1. Januar 2022) gehört Saint-Thiébaud zu den kleinsten Gemeinden des Départements Jura. Nachdem die Einwohnerzahl in der ersten Hälfte des 20. Jahrhunderts abgenommen hatte (1906 wurden noch 148 Personen gezählt), wurden seit Beginn der 1970er Jahre nur noch geringe Schwankungen verzeichnet.

## Wirtschaft und Infrastruktur
Saint-Thiébaud war bis weit ins 20. Jahrhundert hinein ein vorwiegend durch die Landwirtschaft und die Forstwirtschaft geprägtes Dorf. Noch heute leben die Bewohner zur Hauptsache von der Tätigkeit im ersten Sektor. Außerhalb des primären Sektors gibt es nur wenige Arbeitsplätze im Dorf. Einige Erwerbstätige sind Wegpendler, die in den größeren Ortschaften der Umgebung ihrer Arbeit nachgehen.
Die Ortschaft liegt abseits der größeren Durchgangsstraßen. Saint-Thiébaud besitzt Straßenverbindungen mit Salins-les-Bains und Ivrey.